# 9كيه52 لونا-إم
إن صاروخ 9كيه52 لونا-إم ((بالروسية: Луна)‏; (بالإنجليزية: القمر القمر)‏، لقب تعريف الناتو فروغ-7 (FROG-7)؛ هو نظام مدفعية صاروخية سوفيتي قصير المدى. تطلق صواريخ (9M21) غير الموجهة والمستقرة الدوران. أسم فروغ ("FROG") هو أختصار لـ ("Free Rocket Over Ground").

## الوصف
يتم تثبيت صواريخ 9M21 على قاذفة الناقل 9P113 الناقل بعجلات (TEL) على أساس شاحنة عسكرية ZIL-135 8x8. يتميز TEL برافعة هيدروليكية كبيرة تُستخدم لإعادة شحن الصواريخ من شاحنات النقل 9T29 (التي تستند أيضًا إلى ZIL-135). يبلغ طول الماكينة 9M21 ما يصل إلى 70 كم و CEP ( خطأ دائري محتمل ) يتراوح بين 500 م و 700 م. يحتوي صاروخ الطريق المحمول على رأس حربي يبلغ وزنه 550 كغم وهو قادر على تقديم رؤوس حربية شديدة الانفجار أو نووية أو كيميائية.

## تاريخ
ستة من الإصدارات الأولية لـ 9M21 كانت في كوبا أثناء أزمة الصواريخ في أكتوبر 1962.[بحاجة لمصدر] هذه الصواريخ، التي كانت جاهزة للإطلاق، كانت مزودة برؤوس حربية نووية.[بحاجة لمصدر] تم تخزين 70 رأسًا حربيًا في الجزيرة.[محل شك]
تم نشر لونا لاحقًا على نطاق واسع في بعض دول حلف وارسو. تم تصدير الصاروخ على نطاق واسع وهو الآن في حيازة عدد كبير من البلدان. بعد احربه مع إيران، عدل العراق مخزونه من (9M21) مع برنامج مساعدة مشترك مع مصر ومهندسي الجيش المصري[بحاجة لمصدر]، من خلال زيادة مداها إلى 90 كم وتركيب رأس حربي يحمل ذخيرة. تم تغيير اسم الصاروخ إلى ليث 90.
خلال الحروب اليوغوسلافية، أطلقت القوات الصربية صواريخ فروغ-7 على عدد من المدن الكرواتية، مثل زوبانيا، في 12 ديسمبر 1992، أو العاصمة زغرب، في 11 سبتمبر 1993، بينما كانت معركة عملية جيب ميداك ‏ لا تزال جارية.
أثناء غزو العراق عام 2003، تم استهداف مقر اللواء الثاني، فرقة المشاة الثالثة في الأمريكية، مركز العمليات التكتيكية التابع للعقيد الأمريكي ديفيد بيركنز، إما بواسطة صاروخ فروغ-7  عراقي أو صاروخ صاروخ أرض-أرض من طراز الصمود 2 (أبابيل-100) ، مما أسفر عن مقتل ثلاثة جنود وصحفيين جزءا لا يتجزأ. وأصيب 14 جنديا آخر بجروح، ودمرت 22 مركبة أو أصيبت بأضرار بالغة، معظمهم من طراز همفي.
قامت طائرات سلاح الجو الملكي باستهداف وتدمير قاذفات فروغ-7 التي تديرها القوات الموالية للقذافي جنوب سرت في الحرب الأهلية الليبية 2011.
ابتداءً من عام 2012، خلال الحرب الأهلية السورية، أطلق الجيش السوري عدة صواريخ فروغ-7 على مناطق مختلفة تحت سيطرة تشكيلات الثوار المختلفة.

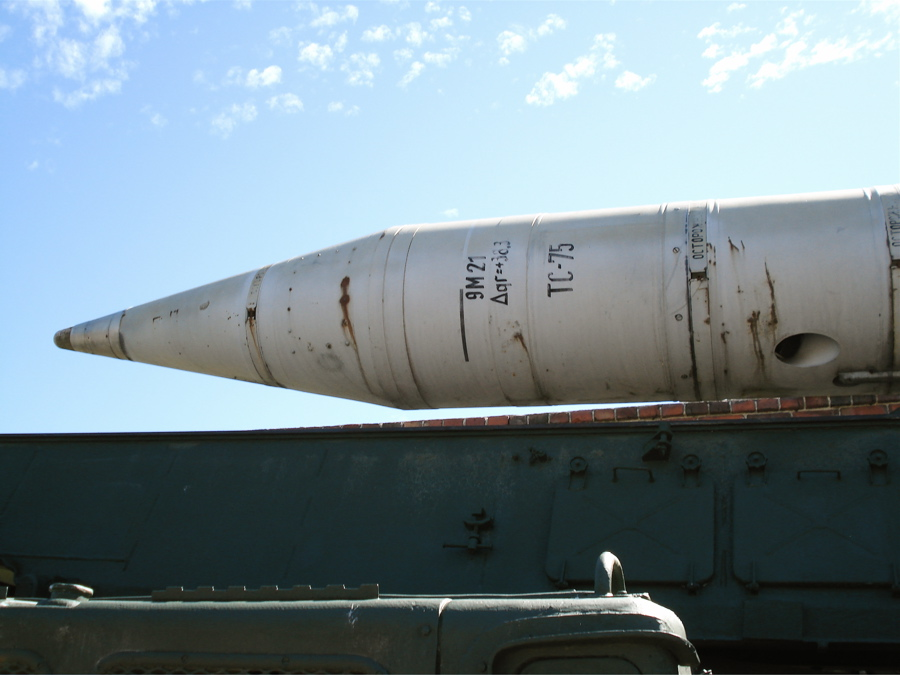
صاروخ 9M21 (لونا M)

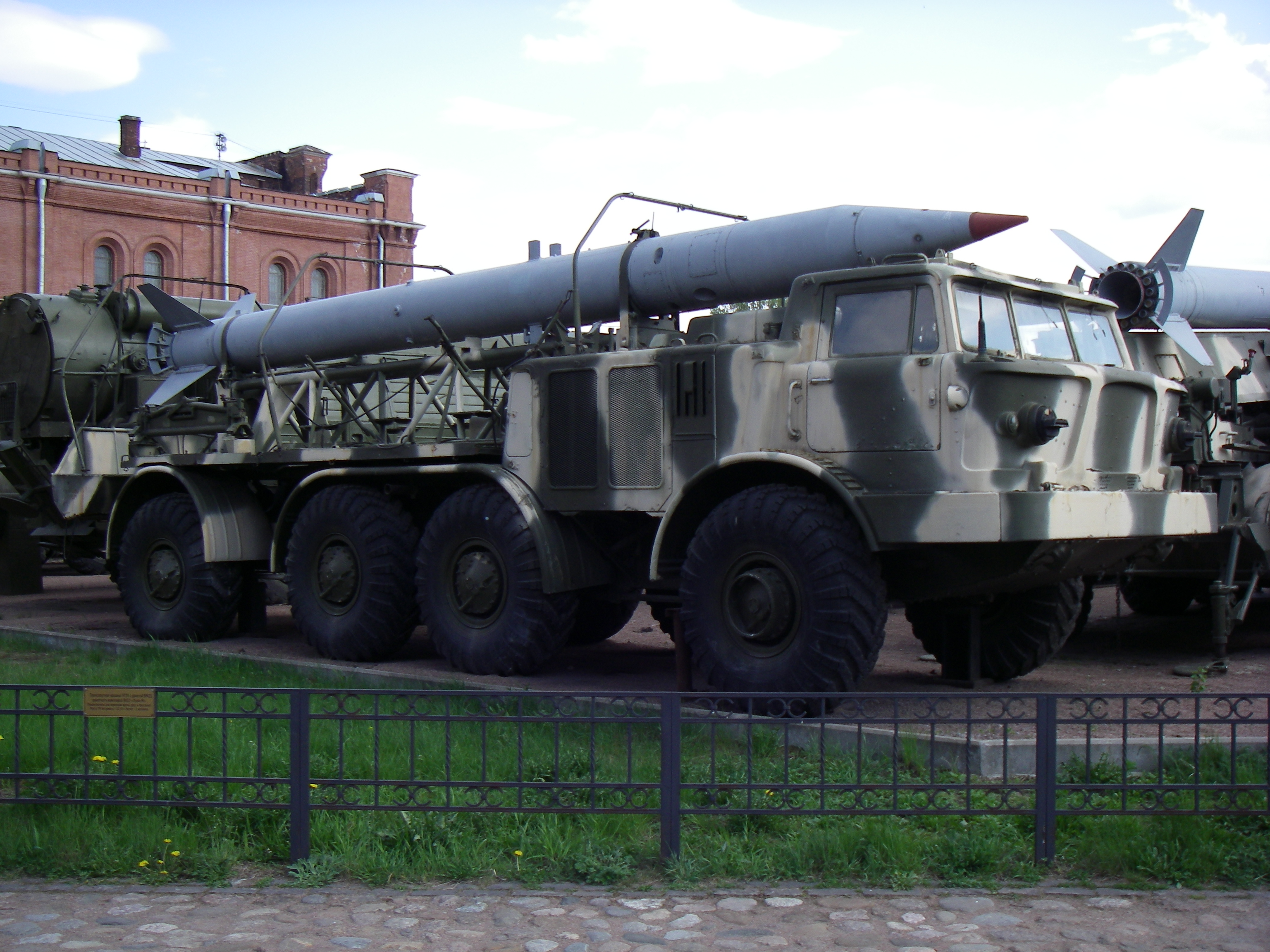
حاملة9T29 تحمل صاروخ 9M21 missile for a لمجمع صواريخ 9K52 Luna-M في متحف سانت بطرسبرغ للمدفعية

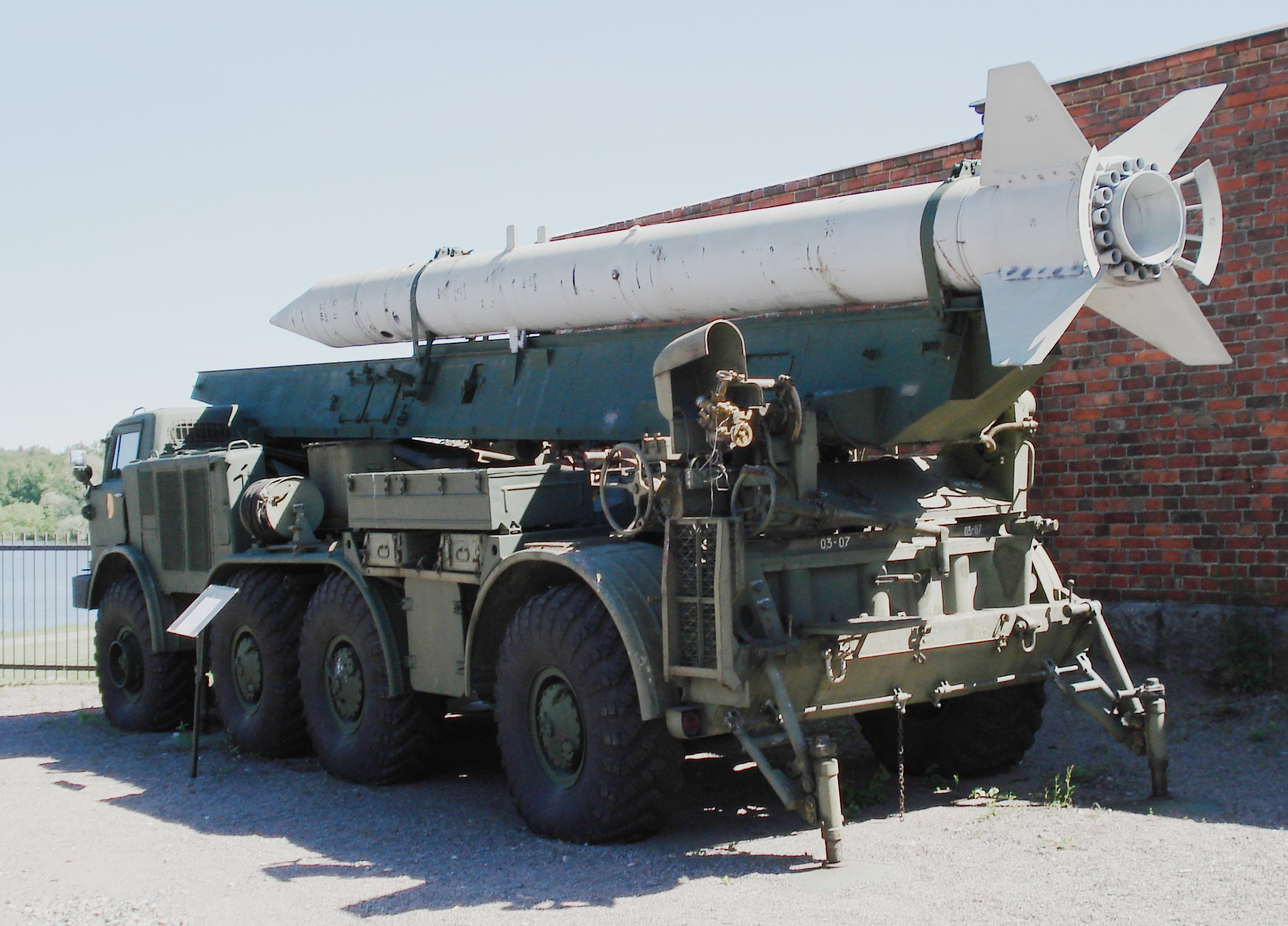
9P113 TEL من ألمانيا الشرقية

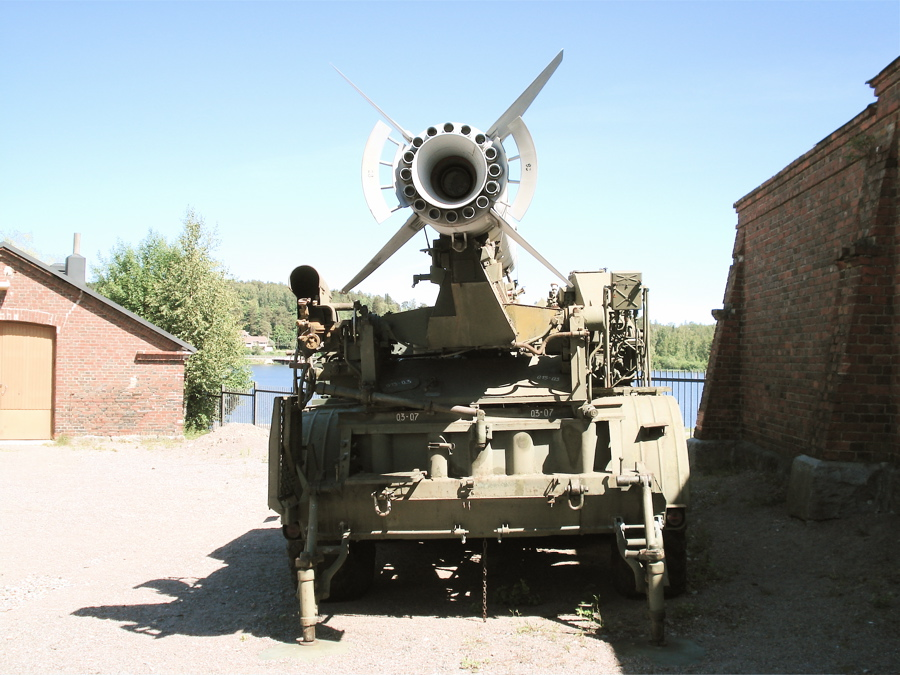
9P113 TEL من نظام 9K52

## المتغيرات
9M21B
البديل المسلح نوويا، ومجهز برأس حربي 500 كيلوغرام (1213 رطل).
9M21G
هذا البديل مزود برأس حربي 390 كغم (860 رطل).
ليث-90
النسخة العراقية مع زيادة المدى (90 كم) والراس الحربي قنبلة عنقودية صغيرة.

## المشغليين

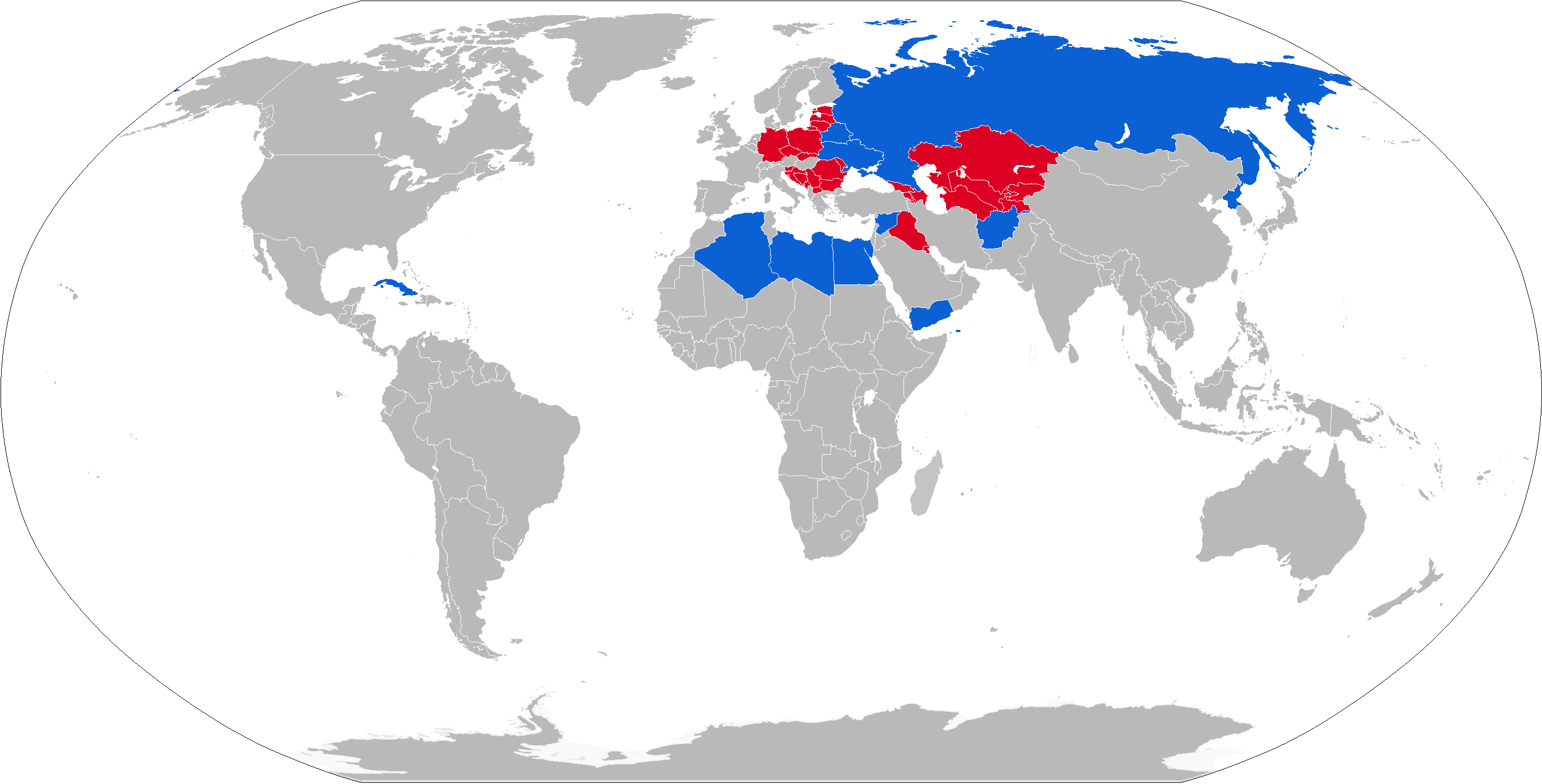
خريطة مشغلي (9K52) باللون الأزرق والمشغلي السابقين باللون الأحمر

### مشغلون حاليون[9]
- الجزائر -24 – تم الاستحواذ عليها بين عامي 1964 و 1974 ، ومن المفترض أن يتم إيقاف تشغيل 15 نظامًا بحلول عام 2014.
- أفغانستان
- بيلاروس - بعض (36 وحدة من 9K52 و توشكا)
- كوبا
- مصر - 24 تم شراء 24 قاذفة بين عامي 1960 و 1969 ، على الأرجح توقفت عن العمل
- ليبيا - 45
- كوريا الشمالية - بعض (300++ وحدة من 9K52 و 2K6 Luna, تسمى Hwasong-3)[10]
- روسيا - بعضها في التخزين
- سوريا - 30
- أوكرانيا - 50
- اليمن - 12

### المشغلين السابقين
- بلغاريا
- تشيكوسلوفاكيا
- ألمانيا الشرقية
- المجر
- العراق
- الكويت (تم الاستيلاء عليها من قبل القوات العراقية خلال حرب الخليج الثانية)
- لبنان
- بولندا: 49 قاذفة في 1966-2001[11]
- رومانيا
- اليمن الجنوبي
- الاتحاد السوفيتي
- يوغوسلافيا

## روابط خارجية
- FAS – Military Analysis Network
- Profile of the Frog 7 from The Whirlwind War a publication of the مركز التاريخ العسكري لجيش الولايات المتحدة

قالب:Russian and Soviet military designation sequences